# 臺北市立南港高級中學
臺北市立南港高級中學（簡稱南港高中、港中），前身為臺北市立南港國民中學、臺北縣立汐止中學南港分部，為臺北市南港區第一所高中。

## 歷史
1967年，「臺北縣立汐止中學南港分部」創校。1968年，臺北縣南港鎮劃入臺北市而改為南港區，汐止中學南港分部更名為「臺北市立南港國民中學」。
1999年7月，升格為「臺北市立南港高級中學」，附設國中部，成為一所完全中學。
國中部早期採男女分班制度，至1992年9月新生入學時取消。
高中部創校初期，亦採行男女分班政策，近幾年已廢止。
目前國中部為8班普通班與1班體育班；高中部為9班普通班與1班體育班。班級排序順序則為1、2‧‧‧至9或10班。

## 校訓、校歌與校徽

### 校訓
全是贏家的幸福學校

### 校歌
李咸林作詞，李永剛作曲

### 校徽
南港高中在第38屆校慶前是沒有校徽的。
在校慶前夕，全校各班收到校徽票選單，共有3種樣式、3種顏色（藍、綠、黃）。於當天公佈票選結果，自此南港高中即有校徽。
校徽由港中教職員所設計，其最大理念是期望學生能努力向上，為校爭光。

## 歷任校長
| 歷任校長 | 姓名   | 在任期間    |        | 附註 |
| -------- | ------ | ----------- | ------ | --- |
| 第一任   | 李咸林 | 1968~1980年 | 共12年 | 創校校長，原任建國中學校長室秘書，後轉任臺北市教育局督學(1980~1982)，士林高商校長(1982~1990)，成功高中校長（1990年~1996年） |
| 第二任   | 藍自傑 | 1980~1987年 | 共7年  | |
| 第三任   | 陳水穆 | 1987~1993年 | 共6年  | |
| 第四任   | 黃淑馨 | 1993~1996年 | 共3年  | 轉任市立大理高中校長（2005年8月1日退休）                                                                                    |
| 第五任   | 林堯文 | 1997~1998年 | 共2年  | |
| 第六任   | 王登方 | 1998~2003年 | 共5年  | 轉任市立明倫高中校長（2003年~2009年）、成功高中校長（2009年~2012年）；2012年退休                                            |
| 第七任   | 徐月娥 | 2003~2010年 | 共7年  | 2010年8月1日退休；原任永吉國中校長(1997.2~2003.7)                                                                           |
| 第八任   | 王美霞 | 2010~2013年 | 共3年  | 2013年8月1日退休；原任建成國中校長(2004.8~2010.7)，曾任南港高（國）中教務主任、輔導主任；市立至善國中校長(2000.8~2004.7)    |
| 第九任   | 劉葳蕤 | 2013~2019年 | 共6年  | 原任南港高中教務主任，萬芳高中校長(2019.8~)                                                                                 |
| 第十任   | 廖純英 | 2019年起    | 現任   | 原任原任市立實踐國中校長(2012.8~2019.7)                                                                                     |

## 校景
一進入校園，就可見兩旁有中式花園和西式花園，西式花園內又有港中著名的地標—報喜鐘，這些都是港中校園美化後建造的。其校舍多次修建，圖為第七期校舍增建工程紀念碑、報喜鐘和校門。
|  |  |

港中校內樹木種植量相當大，甚至還規劃成中式花園和西式花園兩區，因此學生能有更舒適的讀書環境；活動中心內設有室內溫水游泳池、室內球場；室外有排球場2個、室外全場球場1個及半場球場9個。

## 制服及運動服

### 制服

#### 高中部
男生和女生制服皆為白色襯衫，褲子則只有灰色長褲。
另外女生有百褶裙可供選擇，其底色為深藍綠色，且有白色細百格條紋。

#### 國中部
男生和女生制服為白色灰格子襯衫，褲子是灰色短褲與深藍色長褲，女生有裙子，與短褲顏色相同

### 運動服

#### 高中部
衣服顏色為純白色。
而袖口、領口都有相同的深藍色線條做搭配，且左胸前繡有深藍色的「南港高中」字樣。
而運動褲則是深藍色無任何花樣的款式，有長短褲可供學生自由替換。

#### 國中部
上衣男女有不同的配色，男生為淺藍色，女生為粉紅色，長袖頸部有扣子，左胸前有深藍色"NGHS"（南港高中）的字樣。
褲子男女也皆有不同的配色，並有不同顏色的線條在旁作搭配，男生為深藍色（線條淺藍色），女生為深紅色（線條粉紅色）。

## 國中部學區
| 里     | 鄰      | 備 註                       |
| ------ | ------- | --------------------------- |
| 南港里 | 全      | 南港學區                    |
| 玉成里 | 全      | 南港學區                    |
| 西新里 | 全      | 南港學區                    |
| 東新里 | 全      | 南港學區                    |
| 東明里 | 全      | 南港學區                    |
| 新光里 | 全      | 13,15鄰為南港、成德共同學區 |
| 合成里 | 16-24鄰 | 16-22鄰為南港、成德共同學區 |